# 185º Reggimento paracadutisti ricognizione acquisizione obiettivi "Folgore"
Il 185º Reggimento paracadutisti Ricognizione ed Acquisizione Obiettivi "Folgore" (abbreviato in 185º RRAO) è un reparto dell'Esercito Italiano, dal 2018 inserito nelle forze speciali, composto da personale specificatamente selezionato e formato, particolarmente addestrato ed equipaggiato per condurre l’intero spettro dei compiti tipici delle “Operazioni Speciali”, particolarmente specializzato nella condotta di Ricognizioni speciali e Operazioni di guida terminale del fuoco..
Inoltre il 185º reggimento ha una “vocazione” spiccatamente intelligence ed è specializzato nelle azioni dirette che prevedono l’ingaggio di obiettivi “a distanza” (ovvero con modalità “stand-off”) sfruttando l’armamento in dotazione e tutte le piattaforme di fuoco terrestri, aeree e navali. Il “RRAO” opera normalmente infiltrando distaccamenti operativi equipaggiati e addestrati per operare “oltre le linee nemiche”, a grande distanza dalle forze amiche ed in completo isolamento tattico.
La componente operativa del reggimento è costituita da ufficiali, sottufficiali, graduati e volontari in servizio permanente o in ferma prefissata, addestrati e selezionati mediante un iter formativo della durata di circa due anni, che culmina nell’attribuzione del brevetto di "Acquisitore Obiettivi" (COM.FO.S.E), con dipendenza operativa dal Comando interforze per le operazioni delle forze speciali, ed è di stanza a Livorno.

## Storia

### Origini
Il 185º Reggimento paracadutisti RAO “Folgore”, trae le sue origini dal 1º Reggimento fanteria paracadutisti, inserito nella 1ª Divisione paracadutisti “Folgore”, che alla fine del luglio 1942 nell’ambito di una riorganizzazione delle unità, cedette il III battaglione che unito all'XI, costituì il 185º Reggimento fanteria paracadutisti “Folgore”. Allorquando la divisione fu aerotrasportata in Nord Africa, il 185º rgt. fu trattenuto in Italia quale nucleo iniziale per costituire in novembre la 184ª Divisione paracadutisti "Nembo".
Nell'aprile 1943, il 185º reggimento fu distaccato dalla divisione “Nembo” per essere prima inviato sul Carso e in agosto in Sicilia, per fronteggiare lo sbarco degli alleati sull’isola. Successivamente, ricevette l’ordine di ripiegare in Calabria, dove dal 3 settembre fu impiegato in combattimenti contro i britannici.

### Lo Squadrone "F"

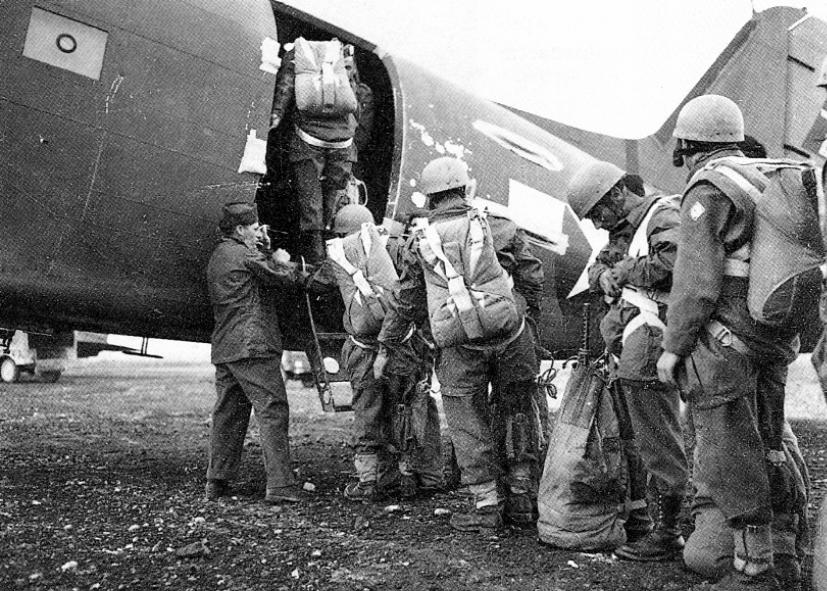
Paracadutisti italiani salgono a bordo di un C-47 all'aeroporto di Rosignano il 20 aprile 1945

L’armistizio dell’8 settembre 1943 generò un disorientamento generale che si ripercosse anche sul reggimento e in particolare sui tre battaglioni che operavano in maniera autonoma. Una parte del III Battaglione, guidata dal capitano Sala, si unì alle forze tedesche. Invece il Cap. Carlo Francesco Gay, comandante della 9ª compagnia del III battaglione e altri paracadutisti, decisero di staccarsi dal grosso del battaglione per rispettare le clausole armistiziali. Mentre il grosso dell'XI Battaglione costituì il 185º Reparto autonomo arditi paracadutisti "Nembo", confluendo nell'Esercito cobelligerante, l’aliquota di paracadutisti guidati dal Capitano Gay entrò a far parte nel XIII corpo d’armata britannico, costituendo il nucleo iniziale nel cosiddetto 1º Reparto speciale autonomo. Nel gennaio 1944, il reparto al comando del Cap. Gay, si trasformò in 1º Squadrone da ricognizione "Folgore", meglio conosciuto come “Squadrone F” oppure “F Recce Squadron”. Lo Squadrone F fu impiegato in ruoli d’avanguardia, svolgendo attività di pattuglia oltre le linee nemiche, con compiti di ricognizione, osservazione e raccolta d’informazioni nonché colpi di mano contro obiettivi sensibili, allo scopo di favorire l’avanzata delle forze alleate da sud a nord, per la liberazione dell’Italia dall’occupazione tedesca. Il primo teatro operativo, furono le montagne abruzzesi della Majella. seguirono impieghi nel centro Italia e in Toscana. Il 2 settembre 1944, in uno scontro in località Monte Pomponi (AR), caddero eroicamente il Ten. Eldo Capanna ed il Serg. Otello Boccherini, entrambi decorati di medaglia d’oro al valore militare alla memoria. Nel mese di marzo del 1945, lo Squadrone F, fu chiamato ad assolvere un ultimo impegnativo compito, che ne determinò il passaggio alla storia del paracadutismo militare italiano: l’Operazione Herring.
Lo Squadrone F, rinforzato con circa 100 paracadutisti volontari scelti del reggimento paracadutisti “Nembo”, il 20 aprile 1945, dall’aeroporto di Rosignano (LI), 226 paracadutisti italiani s’imbarcò su velivoli statunitensi mod. C47 Douglas. L’aviolancio, già ad elevato rischio, risultò oltremodo arduo in considerazione della forte contraerea nemica. Dopo l’aviolancio gli scontri furono intensi ed aspri, con diversi caduti. Il lancio di guerra rappresentò l’apice e nello stesso tempo la conclusione dell’epopea dello Squadrone che fu sciolto qualche mese più tardi.

### Dopoguerra
Nel dopoguerra le tradizioni del reggimento furono mantenute dal 1957 dal Battaglione addestramento paracadutisti della Scuola Militare di Paracadutismo, dal 1975 denominato 3º Battaglione paracadutisti "Poggio Rusco", sempre inquadrato fino al 1996 nella SMIPAR con sede a Pisa, da quella data a Scandicci e quindi disciolto nel 1998.
Il 3 aprile del 2000, nel quadro della riorganizzazione delle unità dell’Esercito, fu costituito il 185º Reggimento Artiglieria Terrestre (Paracadutisti Acquisizione Obiettivi) "Folgore" dalla riconfigurazione del 185º Reggimento artiglieria paracadutisti “Folgore”, della Brigata Folgore (Livorno), raccogliendo anche l’eredità del disciolto 13º Gruppo Acquisizione Obiettivi "Aquileia" (GRACO) di cui assunse il motto “Videre nec videri” (vedere senza essere visti). Nel 2002 il reggimento venne inserito nel bacino delle forze per operazioni speciali (FOS) dell’Esercito e nel 2004 assunse la denominazione di 185º Reggimento paracadutisti ricognizione acquisizione obiettivi “Folgore” (RAO).

### La ricostituzione
Il 21 giugno 2013, nell’ambito del programma di potenziamento della Brigata paracadutisti, fu ricostituito il 185º Reggimento artiglieria paracadutisti "Folgore", con sede a Bracciano (RM), riprendendo la bandiera di guerra fino ad allora custodita dal 185º rgt. RAO. Contestualmente al 185º Reggimento paracadutisti ricognizione acquisizione obiettivi "Folgore" viene assegnata la Bandiera di Guerra un tempo appartenuta al 185º Reggimento fanteria paracadutisti "Folgore".
Con la ristrutturazione delle Forze Armate italiane, nel 2014 il 185° RRAO, così come il 9º Reggimento d'assalto paracadutisti "Col Moschin", è uscito dalla Brigata paracadutisti "Folgore" per entrare nel nuovo COM.FO.S.E ,comando a livello Brigata, responsabile di garantire la necessaria unitarietà all'addestramento, all'approntamento, allo sviluppo procedurale nonché all'acquisizione dei materiali per il comparto Forze Speciali dell'Esercito.
Il 21 giugno 2015 il Reggimento ha ricevuto come fregio da basco, lo stemma dello Squadrone da ricognizione Folgore (Squadrone F).
L'inserimento nelle forze speciali italiane di primo livello (TIER-1) viene validato nell'ottobre 2018 con l'esercitazione "Notte scura 2018", con dipendenza operativa dal Comando interforze per le operazioni delle forze speciali.

## I simboli del reggimento
Lo stemma araldico
Uno dei simboli del reggimento è lo stemma:
Il fregio
Il fregio del copricapo è stato assegnato al reparto il 19 giugno 2015. Gli acquisitori cambiarono il fregio metallico da basco che riproduce quello appartenuto, durante il secondo conflitto mondiale, allo squadrone da ricognizione folgore (Squadrone F).
Il distintivo di reparto
Il distintivo, in metallo brunito su pendente in cuoio, è di forma ovale con bordo in rilievo riportante la denominazione del reparto. Rappresenta una calotta di paracadute con fascio funicolare parzialmente visibile (simbolo di specialità); caricato da un gladio posto in palo con la punta all’ingiù al pipistrello dal volo abbassato (presupposto operativo in ambiente notturno); a sua volta caricato da una rosa dei venti, al globo terrestre poggiante sulla diramazione, delle marre dell’ancora (impiego in qualsiasi regione terrestre e scenario operativo, compreso quello anfibio). Sulla punta dell’ovale una lista bifida svolazzante con la scritta in lettere maiuscole VIDERE NEC VIDERI (vedere senza essere visti).
Le mostrine
Le mostrine metalliche da bavero dell’arma di fanteria con il gladio, il paracadute e l’ala delle aviotruppe. Il colore azzurro richiama la specialità paracadutista.
Il pugnale Herring
Il pugnale storico del reggimento, che il personale indossa in occasione delle cerimonie principali, riproduce il pugnale fornito in dotazione ai paracadutisti dello Squadrone F, da parte dei militari inglesi durante la seconda guerra mondiale. In considerazione dell’impiego a cui era destinato lo squadrone, il personale ricevette da parte dei commando britannici specifico addestramento all’aviolancio, all’uso degli esplosivi, alle tecniche di combattimento non convenzionali. I paracadutisti ricevettero equipaggiamento, materiali e armamento, tra cui il “commando dagger” (modello Fairbairn), già in dotazione ai reparti speciali inglesi dell’epoca.

### La Bandiera di guerra
La bandiera di guerra del 185° RRAO è appartenuta originariamente al 1º Reggimento fanteria paracadutisti costituito a Tarquinia nel 1941 e subito dopo rinumerato come 185º Reggimento paracadutisti. Al termine del secondo conflitto mondiale il reggimento fu sciolto e la bandiera riposta presso il sacrario delle bandiere del Vittoriano in Roma.
Tuttavia, alcuni anni dopo, precisamente nel 1963, allorquando fu costituita la Brigata paracadutisti Folgore, fu ricostituito il 1º Reggimento paracadutisti erede dell’omonimo reggimento costituito a Tarquinia e ne ricevette la relativa bandiera di guerra. Per effetto delle successive riorganizzazioni delle unità dell’Esercito, il reggimento venne nuovamente sciolto nel 1975 cedendo la bandiera di guerra al 3º Battaglione paracadutisti "Poggio Rusco" inquadrato in seno all’allora Scuola militare di paracadutismo (SMIPAR), con sede a Pisa. Trasferito a Scandicci (FI) nel 1996, il “Poggio Rusco” fu poi sciolto nel 1998 e la bandiera di guerra venne nuovamente riposta presso il sacrario delle bandiere.
Nel 2013, la bandiera di guerra del 185º Reggimento fanteria paracadutisti "Folgore" venne assegnata al 185º Rgt. RAO che cedette la propria al ricostituito 185º Reggimento artiglieria paracadutisti della Brigata Folgore con sede in Bracciano (RM). Nel 2018 il Capo dello Stato ha conferito la decorazione di  cavaliere dell’ordine militare d’Italia. alla bandiera di guerra del 185° RRAO per il coraggio e la professionalità dimostrata in oltre un decennio di operazioni militari all’estero.

### Il brevetto da acquisitore
Nel febbraio 2020 lo SME ha autorizzato un nuovo brevetto per gli operatori del RAO, Acquisitore obiettivi: il nuovo brevetto contiene i simboli stilizzati della specializzazione: le ali di pipistrello, che da sempre evocano la capacità di vedere e operare di notte, la lettera F che richiama il fregio dei paracadutisti dello Squadrone F, quello dell'operazione Herring,  inserita nei punti cardinali. In alto, gladio e paracadute ad ala stilizzati.

## Struttura
La struttura organizzativa del 185º reggimento Ricognizione ed Acquisizione Obiettivi (RRAO) è composta da:
- Comando di Reggimento
- Compagnia Comando e Supporto Logistico
- 3º Battaglione Acquisitori “Poggio Rusco”
- Battaglione Addestrativo e di Supporto Operativo (ASO)

## Operazioni note
Di seguito alcune delle Operazioni fuori area note che hanno interessato o continuano ad interessare il personale appartenente al 185° RRAO.
- Bosnia-Erzegovin, 2002: un Distaccamento Acquisizione Obiettivi (DAO) con capacità di Forward Air Controller è attivato presso la missione SFOR e posto sotto il comando della Divisione Multinazionale Sud-Est "Salamandre".
- FYROM, Operazione Amber Fox (2002): nell’ottobre del 2001 ebbe inizio la missione NATO in Macedonia “Amber Fox”. L'Italia impiegò 3 field liaison team (FLT), con il compito di supportare gli osservatori dell’OSCE, nelle aree di Tetovo, Kumanovo e Gostivar. Proprio in quest’ultima località, da settembre 2002 operarono gli uomini del RRAO, divisi in 5 FLT con il compito di raccogliere informazioni e intervenire in caso di necessità.
- Afghanistan, Operazione Enduring Freedom (2003): personale del RRAO figura nell'organico della Task Force "NIBBIO" e "NIBBIO 2".
- Afghanistan, Operazione Sarissa (2006-2007): personale del RRAO ha operato con alcune aliquote nell'ambito della Task Force 45 ed in particolare nella Tal Unit Alfa di base a Farah  Tf45: cos’è, com’è composta, si possono trovare i dossier?, su subitonews.it..
- Afghanistan, Operazione ISAF (2007-2008): personale del RRAO costituisce, assieme ai colleghi del 4º Reggimento alpini paracadutisti, la Task Force Surobi  Cambio al vertice della Task-Force Surobi dopo 5 mesi  - Difesa.it.  I militari italiani del Regional Command Capital di ISAF costruiscono un ponte pedonale sospeso a Surobi - Difesa.it.
- Afghanistan, Operazione ISAF (2009-2014) Afghanistan: fine Missione per la Task Force “VICTOR” / 185º Reggimento Ricognizione Acquisizione Obiettivi (RAO) - Difesa.it.: nel 2009 personale del RRAO costituisce la Task Force "VICTOR" a Herat sede del Regional Command West (RC-W) dalla quale dipendeva. La “Victor” era costituita esclusivamente da elementi del 185° RRAO ed ha operato negli anni successivi su tutto il territorio di RC-W conducendo ricognizioni speciali e azioni dirette di tipo stand-off con l’impiego di assetti aerei ad ala fissa e rotante. Di particolare rilevanza sono le operazioni condotte nelle aree di Bala Morghab, Goolistan e Farah. In Afghanistan, il RRAO (come del resto tutto il contingente) ha dato prova di grandi capacità, riscuotendo l'apprezzamento del comando statunitense.
- Iraq, Operazione Antica Babilonia, (2003- 2006): iniziata nel 2003, l’operazione “Antica Babilonia” in Iraq, vide inizialmente la partecipazione di un nucleo comando e 2 distaccamenti operativi del RRAO con una propria Task Force (TF Victor) e successivamente nell’ambito di un'unica Task Force (TF Condor) insieme con gli altri reparti speciali della difesa. L'unità risulta esser stata coinvolta in alcune azioni dirette nell'area di Nassiriya, con il supporto di apparecchi statunitensi.
- Iraq, Operazione Prima Parthica/Inherent Resolve (2014-2018): personale del RRAO ha condotto attività di Assistenza Militare a favore di personale appartenente alle Emergency Response Force (ERF), reparti scelti delle forze di sicurezza del Paese, che hanno contribuito in maniera determinante alla liberazione di Mossul  In Iraq nasce la “185° Commandos Coy”                           - Esercito Italiano.  Iraq: I militari italiani terminano il 1º corso basico anfibio a favore dei militari Zeravani - Difesa.it.
- Iraq, Operazione Centuria: personale del RRAO opera con diverse aliquote nell'ambito della Task Foce 44.
- Libano, Operazione MIBIL (2015-in corso): operatori del RRAO conducono attività di Assistenza Militare a favore di personale appartenente alle Forze Speciali delle Lebanese Armed Forces (LAF) conducendo vari corsi tra cui quello ISR&TA (Intelligence, Surveillance, Reconnaissance and Target Acquisition) La missione militare bilaterale italiana in Libano (MIBIL) addestra le Forze Speciali Libanesi - Difesa.it.
- Niger, Operazione MISIN (2018-in corso): il 185° RRAO costituisce il framework del SOTG (Special Operations Task Group) "Victor" con alle dipendenze SOTU (Special Operations Task Unit) del RRAO, del 4° RANGER e del GIS, gli operatori conducono attività di Assistenza Militare e Ricognizione Speciale a favore del Gruppo di Intervento e Sicurezza (GIS) della Guardia Nazionale della Repubblica del Niger (GNN) ed a favore delle Forze Speciali del COS (Commandement des Opérations Spéciales) nigerino.  Forze Speciali: in Niger addestrano la Guardia Nazionale.  Missione in Niger: concluso il corso per tiratori scelti. Missione in Niger consegna qualifica GIS ad allievi nigerini. https://www.difesa.it/OperazioniMilitari/op_intern_corso/Niger_missione_bilaterale_supporto/notizie_teatro/Pagine/MISIN_Avvicendamento_della_Special_Operations_Task_Unit.aspx
- Kosovo, Operazione KFOR.
- Bosnia, Operazione ALTHEA (2020-2021).

## Compiti

### Ricognizioni Speciali (Special Reconnaissance - SR)
Sono attività di ricognizione e sorveglianza condotte principalmente (ma non sono limitate a) in ambienti ostili, negati, diplomaticamente e/o politicamente sensibili al fine di raccogliere o verificare informazioni di importanza strategica o operativa, utilizzando tecniche e metodi non convenzionali. Per questo tipo di missioni, occorre avere le capacità di infiltrarsi in maniera occulta in un'area ed esfiltrare dalla stessa per via terrestre, aerea o anfibia e statica, permanere in area operativa fino a 3-5 giorni senza rifornimenti esterni, sopravvivere, sottrarsi alla cattura, evadere e fuggire da un'area potenzialmente ostile. In questi tipi di missione, l'attività degli  Acquisitori Obiettivi. si svolge principalmente nel territorio occupato dal nemico, in piccoli nuclei autosufficienti che agiscono isolatamente. Per la peculiarità dell'addestramento questi militari sono richiesti per particolari operazioni d'intelligence in supporto all'AISE.

### Azioni Dirette (Direct Action - DA)
Come tutti i reparti di Forze Speciali, anche il 185º RRAO viene addestrato ed utilizzato per Azioni Dirette con un particolare focus rivolto alle Terminal Guidance Operations (TGO). Si tratta di operazioni condotte per individuare, identificare e determinare la posizione precisa di target di alta rilevanza operativo-strategica (HVT) e per consentire alle piattaforme di tipo stand-off non organiche (aeree, navali e terrestri) di utilizzare i loro sistemi d'arma per ingaggiarli efficacemente.

### Assistenza Militare (Military Assistance - MA)
Negli ultimi anni gli uomini del 185° RRAO hanno svolto e continuano a svolgere attività di assistenza militare in favore delle Forze Speciali di diversi paesi stranieri. Si tratta di una vasta gamma di attività che supportano e influenzano le risorse e gli assetti critici di Stati amici attraverso la formazione, la consulenza, l'addestramento o la conduzione di operazioni combinate.

## Formazione

### L'Iter selettivo e formativo per Operatori FS
L'iter selettivo e formativo per Operatori FS (c.d. “Iter FS”) è l’insieme delle attività di selezione (fisica e psico-attitudinale) e di formazione di base del personale dell’Esercito, appartenente ad ogni categoria (U./SU./Grd./Mil. di Tr.) che, a seguito di istanza di adesione scritta, esprime l’intenzione a voler prestare servizio nella componente operativa dei reparti FS dell’Esercito in qualità di “Incursore”, “Acquisitore Obiettivi” o “Ranger”. L’Iter FS consta delle seguenti fasi:
- Fase Selettiva e Formazione di Base comune: è condotta e coordinata dal Centro di Addestramento per le Operazioni Speciali (Ce.Add.OS) e si compone (nell’ordine) di: 
  - Prove Fisiche di Selezione: tese alla verifica del possesso dei requisiti atletici minimi per l’accesso all’Iter FS (1 settimana);
  - Tirocinio di Selezione: condotto allo scopo di testare il possesso delle caratteristiche psico-fisiche ed attitudinali per l’accesso all’Iter FS (1 settimana);
  - Corso “Operatore Basico per le Operazioni Speciali” (Corso OBOS): rappresenta il momento fondamentale per la formazione di base comune degli “Operatori FS” (12 settimane).
- Fase Formativa di Base Specialistica: Serie di attività addestrative e formative condotte sotto la responsabilità di ciascun reparto FS a favore del personale che, dopo aver superato con successo la “Fase Selettiva e Formativa di Base Comune”, viene avviato ai relativi corsi di specializzazione e completamento delle capacità, presso i reparti FS, al fine di conseguire i relativi brevetti da Incursore/Acquisitore Obiettivi/Ranger.

### Specializzazione per acquisitore obiettivi
Questa fase qualifica gli aspiranti come  Acquisitori Obiettivi., e dal 2011 ha una durata di 50 settimane. La specializzazione prevede una serie di corsi ognuno dei quali composti da svariati moduli e organizzati come segue:
- Corso Ricognizioni Speciali (SR) per  Acquisitori Obiettivi.
- Corso Terminal Guidance Operations (TGO) per  Acquisitori Obiettivi.
- Corso Mobilità Anfibia per  Acquisitori Obiettivi.
- Corso Intelligence, presso  CIFIGE. e/o corso paritetico
- Corso Basico Sciistico svolto presso il Centro Addestramento Alpino
- Corso Basico Alpinistico svolto presso il Centro Addestramento Alpino
- Corso di Caduta Libera Militare (CCALM) svolto presso il Centro addestramento paracadutismo (CAPAR) della Brigata paracadutisti Folgore

### Altri corsi dopo la qualifica
Secondo il grado, il ruolo all'interno del reparto e le necessità di organico dello stesso, l'acquisitore potrà seguire ulteriori corsi per migliorare le proprie capacità professionali.
- Corso JTAC, svolto presso la Scuola di Aerocooperazione dell'Aeronautica Militare di Guidonia.
- Corso OSSALC (Operatore del servizio di sicurezza abilitato ai lavori in carena) è un corso di due mesi svolto presso il COMSUBIN della Marina Militare a cui possono accedere tutti i membri delle Forze armate, al termine del quale si consegue un brevetto per l'uso dell'autorespiratore ad aria (ARA) entro i 15 metri di profondità.
- Corso ARO/ARA (Autorespiratore ad Ossigeno/Autorespiratore ad Aria) svolto presso il COMSUBIN della Marina Militare.
- Corso Soccorritore Militare
- Corso MCM (Metodo di Combattimento Militare)
- Corso basico per il maneggio e l'impiego degli esplosivi per Forze Speciali.
- Corsi vari di natura intelligence presso il  CIFIGE. e il  CeFIT.
- Corsi di lingue, presso la SLEE (Scuola di Lingue Estere dell'Esercito) di Perugia.
- Corsi di vario tipo tenuti presso l' International Special Training Center. URL consultato il 20 dicembre 2020 (archiviato dall'url originale il 25 novembre 2020). di Pfullendorf (Germania), la  NSOS. URL consultato il 20 dicembre 2020 (archiviato dall'url originale il 12 giugno 2021). (NATO Special Operations School) di Mons (Belgio), la  NSO. (NATO School Oberammergau) in Germania.

## Armi ed Equipaggiamenti
- Pistola Beretta 92 FS (M9)
- Pistola semiautomatica Glock 19 4th generazione
- Pistola mitragliatrice Heckler & Koch MP5 e la nuova MP7
- Fucile d'assalto Steyr Mannlicher AUG
- Fucile d'assalto Colt M4
- Fucile d'assalto Heckler & Koch G36
- Mitragliatrice leggera FN Minimi (M249)
- Mitragliatrice MG 42/59
- Fucile di precisione a otturatore girevole-scorrevole Accuracy International Arctic Warfare
- Fucile di precisione bolt action Sako TRG
- Fucile di precisione semiautomatico Heckler & Koch G3SG/1, versione specifica del fucile d'assalto Heckler & Koch G3
- Fucile di precisione semiautomatico Barrett M82
- Fucile semiautomatico a canna liscia Benelli M4 Super 90 (M1014)
- Lanciagranate M203
- Lanciagranate Heckler & Koch HK69
- Lanciagranate automatico Mk19 Mod 3
- Bomba a mano OD/82
- Mortaio da 60mm Hirtenberger Mod. M6C 210
- Lanciarazzi controcarro Dynamit Nobel Panzerfaust 3-T
- Sistema d'arma controcarro a media gittata MBDA MILAN
- Visori notturni di vario genere e di ultima generazione
- Paracadute T-10 C (lanci di personale e materiale)
- Paracadute T-10 MIRPS (lanci di personale)
- Paracadute MT1XX per aviolancio con la tecnica della caduta libera (TCL), usato per addestramento (Full-Equipment) e inserzioni in operazioni nelle linee nemiche
- Strumenti per l'osservazione e il puntamento laser
- Coltello RAO 185º (EXTREMA RATIO)
- Coltello HERRING (EXTREMA RATIO)
- Coltello NIMBUS (EXTREMA RATIO)

## Mezzi
- Ford RANGER (veicolo fuoristrada)
- Iveco VM 90 (veicolo multiruolo fuoristrada)
- Gommoni Zodiac Commando
- RHIB per trasporto ed inserzioni operative di un intero distaccamento (Full-Equipment)
- Iveco LMV/VTLM (veicolo leggero multiruolo)
- Cagiva W12
- Veicolo per Operazioni speciali LTATV

## Persone legate al reggimento
- Carlo Massoni
- Renato Migliavacca
- Carmine Masiello - comandante del reggimento dal 2008 al 2009